# شهر بازاری
شهر بازاری (به آلمانی: Minderstadt) یک اصطلاح حقوقی است که حق یک شهر برای داشتن بازار را می‌رساند و منشاء این اصطلاح در دوران قرون وسطی در اروپا می‌باشد هنگامی که برخی شهرها در اروپا حق داشتن بازار و داد و ستد را داشتند که آن‌ها را از شهرهای عادی و روستاها جدا می‌کرد. هم‌اکنون شهرهایی در اروپا به عنوان شهر بازاری شناخته می‌شوند که ممکن است بازار هم نداشته باشند، اما حق احداث آن را دارا هستند.